# Wapen van Somalië
Het wapen van Somalië is in gebruik sinds 10 oktober 1956. Het bestaat uit een gekroond wapenschild dat gedragen wordt door twee luipaarden. Het schild toont een witte ster op een blauw veld, net zoals de vlag van Somalië. De luipaarden staan ieder met één poot op een pijl; de twee pijlen staan gekruist en op het punt waar zij elkaar kruisen zijn twee palmbladeren bevestigd. Om de speren is een lint gewikkeld. Op een dergelijk lint staat doorgaans een wapenspreuk, maar die van het Somalische wapen is opmerkelijk leeg.
Algerije · Angola · Benin · Botswana · Burkina Faso · Burundi · Centraal-Afrikaanse Republiek · Comoren · Congo-Brazzaville · Congo-Kinshasa · Djibouti · Egypte · Equatoriaal-Guinea · Eritrea · Ethiopië · Gabon · Gambia · Ghana · Guinee · Guinee-Bissau · Ivoorkust · Kaapverdië · Kameroen · Kenia · Lesotho · Liberia · Libië · Madagaskar · Malawi · Mali · Marokko · Mauritanië · Mauritius · Mozambique · Namibië · Niger · Nigeria · Oeganda · Rwanda · Sao Tomé en Principe · Senegal · Seychellen · Sierra Leone · Soedan · Somalië · Swaziland · Tanzania · Togo · Tsjaad · Tunesië · Westelijke Sahara · Zambia · Zimbabwe · Zuid-Afrika · Zuid-Soedan
Afhankelijke gebieden:
Brits Territorium in de Indische Oceaan · Canarische Eilanden · Ceuta · Melilla · Madeira · Mayotte · Réunion · Sint-Helena · Tristan da Cunha